# Simon Tirman
Simon Tirman (ur. 18 kwietnia 1996 roku w Paryżu) – francuski kierowca wyścigowy.

## Kariera
Tirman rozpoczął karierę w jednomiejscowych samochodach wyścigowych w wieku 16 lat w 2012 roku w Francuskiej Formule 4. Tam też wygrał pierwsze w swej karierze wyścigi. Na słynnym bowiem torze w Le Mans triumfował dwukrotnie. Dorobek 182 punktów w klasyfikacji generalnej pozwolił mu na zdobycie tytułu wicemistrzowskiego.
Na sezon 2013 Tirman podpisał kontrakt z ARTA Engineering na starty w Europejskim Pucharze Formuły Renault 2.0 oraz Alpejskiej Formule Renault 2.0. Jedynie w edycji alpejskiej punktował. Uzbierane 20 punktów dało mu tam dwudziestą pozycję w klasyfikacji generalnej.

## Statystyki
| Sezon | Seria                                 | Zespół           | Wyścigi | Zwycięstwa | PP | NO | Podium | Punkty | Pozycja |
| ----- | ------------------------------------- | ---------------- | ------- | ---------- | -- | -- | ------ | ------ | ------- |
| 2012  | Francuska Formuła 4                   | Signatech        | 14      | 2          | 1  | 1  | 8      | 182    | 2       |
| 2013  | Europejski Puchar Formuły Renault 2.0 | ARTA Engineering | 6       | 0          | 0  | 0  | 0      | 0      | 34      |
| 2013  | Alpejska Formuła Renault 2.0          | ARTA Engineering | 6       | 0          | 0  | 0  | 1      | 20     | 17      |